# Mini Jakobsen
Jahn Ivar „Mini” Jakobsen (ur. 8 listopada 1965 w Gravdal) – norweski piłkarz występujący na pozycji napastnika. Znany z gry w Bodø/Glimt i Rosenborgu Trondheim.
W młodzieńczych latach Jakobsen występował w dwóch mniejszych klubach z miasta Bodø: w Junkeren i Grand Bodø. Profesjonalną karierę rozpoczął w 1984 roku w renomowanym norweskim zespole Bodø/Glimt. Wówczas klub występował w trzeciej lidze, jednak już w 1986 roku piłkarze z Bodø wywalczyli awans na zaplecze ekstraklasy. W tym okresie filigranowy norweski napastnik pokazał się z bardzo dobrej strony będąc rokrocznie najlepszym strzelcem drużyny. W 1984 roku zdobył 7 bramek (trzecia liga), w 1985 18 bramek (trzecia liga), w 1986 26 goli (trzecia liga) i w 1987 16 trafień (druga liga). W 1988 roku Jakobsen został zawodnikiem Rosenborgu Trondheim występującego w Tippeligaen. Po znakomitym sezonie w barwach klubu z Trondheim (mistrzostwo i Puchar Norwegii oraz korona króla strzelców) „Mini” zadebiutował w reprezentacji kraju. W sumie Jakobsen wystąpił w 65 meczach kadry narodowej, strzelając 11 bramek (uczestniczył w Mistrzostwach Świata w 1994 roku i w 1998 roku). „Mini” będąc zawodnikiem Rosenborga dał się poznać jako klasowy napastnik. W 1990 roku Jakobsen przeniósł się do szwajcarskiego zespołu BSC Young Boys, a w ciągu czterech kolejnych lat występował w kilku innych europejskich klubach, w niemieckim MSV Duisburg oraz w belgijskim Lierse SK. W 1994 roku „Mini” Jakobsen powrócił do Norwegii, do ekipy Rosenborga, która uczestniczyła wówczas w rozgrywkach Ligi Mistrzów. Gracze z Trondheim doszli aż do ćwierćfinału, gdzie odpadli ze słynnym Juventusem. Napastnik zakończył swoją karierę w 1999 roku, zdobywając podwójną koronę Norwegii (mistrzostwo i Puchar). Jakobsen ma na swoim koncie aż 7 tytułów mistrza kraju (w latach: 1988, 1990, 1995, 1996, 1997, 1998 i 1999). Czterokrotnie zdobywał Puchar Norwegii (1988, 1990, 1995 oraz 1999).